# The Washington Daily News
The Washington Daily News est un journal quotidien américain fondé par E. W. Scripps Company en 1921 et disparu en 1972.

## Historique
Le journal, dont la première édition est datée du 8 novembre 1921, est publié chaque après-midi, sauf le dimanche, à Washington.
Sa publication cesse le 12 juillet 1972, lors de sa fusion avec l'un de ses concurrents directs, le Washington Star, après plusieurs années de difficultés économiques pour les deux titres — concurrencés par le Washington Post, au tirage supérieur.
The Washington Daily News était diffusé à 200 000 exemplaires en moyenne au moment de sa disparition et comptait 600 employés.